# Прада Оропеса, Ренато
Рена́то Пра́да Оропе́са (исп. Renato Prada Oropeza; 17 октября 1937, Потоси, Боливия — 9 сентября 2011, Пуэбла-де-Сарагоса, Мексика) — боливийско-мексиканский учёный-филолог, академик, профессор, литературный критик, писатель, сценарист. Один из выдающихся семиологов в Мексике и в Латинской Америке. Лауреат Государственной премии по науке и технологии Мексики.

## Биография
Родился в Боливии в 1937 году. В 1976 году, вследствие диктатуры в Боливии переезжает в Мексику, где в 1983 году получил гражданство. С 1976 года — профессор Веракрусанского автономного университета в Халапе и Автономного Университета Пуэблы. Академик Национального совета по науке и технологии Мексики (аналог Академии наук в других странах).
Вдова — мексиканский историк и теоретик искусств профессор Эльда Рохас Альдунате. Сын — мексиканский кинорежиссёр Фабрицио Прада .
Скончался в мексиканском городе Пуэбла 9 сентября 2011 от рака почек и метастаза в лёгком.

## Наука и творчество
Имел степени доктора философии Римского университета Ла Сапиенца и доктора языкознания бельгийского Лувенского католического университета.
Основатель научного направления по семиологии в Автономном университете Пуэблы, где руководил докторскими диссертациями и исследованиями. Ученики Прады работают в Гватемале, Испании, Италии, Мексике, России, США и в других странах. Редактор и основатель ряда мексиканских научных журналов по теории литературы и языкознанию и по семиологии.
Некоторые романы и рассказы Ренато Прады переведены на русский язык. Помимо литературной деятельности, создал киносценарии мексиканских полнометражных фильмов Настоящее время и Чили халапеньо  и нескольких короткометражных фильмов.
Роман «Зажигающие зарю» (Los fundadores del alba), завоевавший Премию Casa de las Américas  (1969), считается одним из величайших произведений боливийской литературы .

## Награды
- Premio Casa de las Américas  (1969) за роман Los fundadores del alba[13]
- Национальная писательская премия Erich Guttentag (1969)[13]
- Премия «Franja de Oro» Города Ла-Пас (Боливия) (1970)[14]
- Государственная Премия Мексики  (2008)[15]

## Произведения[16]

### Романы на испанском языке
- Los fundadores del alba (1969, Боливия; несколько переизданий: Испания, Куба, Боливия, Мексика)
- El último filo (1975, Planeta, Barcelona; 1985 Plaza & Janés, Barcelona; y 1987, Arte y literatura, La Habana)
- Larga hora: la vigilia (1979, Premiá)
- Mientras cae la noche (1988, UV, Xalapa)
- …Poco después, humo (1989, BUAP, Col. Asteriscos, Puebla)

### Рассказы на испанском языке
- Argal (1967, Los Amigos del Libro, Cochabamba)
- Ya nadie espera al hombre (1969, Don Bosco, La Paz)
- Al borde del silencio (1970, Alfa, Montivedeo)
- La ofrenda y otros relatos (1981, Premiá)
- Los nombres del infierno (1985, Universidad Autónoma de Chiapas)
- La noche con Orgalia y otros cuentos (1997, Universidad Iberoamericana y Universidad Autónoma de Tlaxcala)
- A través del hueco (1998, UNAM, Col. Rayuela, México)
- El pesebre y otros cuentos (2003, UNAM Col. Rayuela, México)
- Las máscaras de «el Otro» (2008, UV, Col. Ficción y BUAP).

### Поэзия на испанском языке
- Palabras iniciales (2006, Editora de Gobierno, México)
- Ritual (2009, Secretaría de Cultura del estado de Puebla, México)

### Киносценарии
- En el umbral (1995)
- Más abajo (1998)
- La noche con Orgalia (2000)
- Tiempo Real (2002)
- Chiles Xalapeños  (2008)

### Научные труды
- La autonomía literaria (1970, Los Amigos del Libro, Cochabamba)
- El lenguaje narrativo. Prolegómenos para una semiótica narrativa (1979, Educa, Costa Rica)
- Poética y liberación en la narrativa de Onelio Jorge Cardoso (1988, UV, Xalapa)
- Los sentidos del símbolo I (1990, UV, Xalapa)
- El lenguaje narrativo (1991, Departamento Editorial, Universidad Autónoma de Zacatecas)
- Análisis e interpretación del discurso narrativo-literario (1993, Departamento Editorial, Universidad Autónoma de Zacatecas)
- La narrativa de Sergio Pitol: los cuentos (1997, UV, Xalapa)
- Los sentidos del símbolo II (1998, Iberoamericana Golfo)
- Literatura y realidad (1999, F.C.E/UV/BUAP)
- El discurso-testimonio (2001, UNAM)
- Hermenéutica. Símbolo y conjetura (2003, Ibero/BUAP)
- La constelación narrativa de Ignacio Solares (2003, Ediciones y Gráficos Eón, Benemérita Universidad Autónoma de Puebla)
- La narrativa de la revolución mexicana. Primer periodo. (2007, Universidad Veracruzana/UIA Puebla)
- Los sentidos del símbolo III (2007, UV)
- Estética del discurso literario (2010, F.C.E.-BUAP)

### Переводы на русский язык
- Зажигающие зарю: роман / Р. Прада Оропеса. — М. : Худож. лит., 1972. — 108 с.: ил. — Б. ц. Пер. с испан. Г. Полонской
- Колокольня. Рассказ. пер. Т.Балашова // Латинская Америка. Литературный альманах. Выпуск 3 М. — Художественная литература, 1985. — 624 с. (Проза: О. Ф. Жуниор, Р. Вальдес Виво, Л. Отеро, Э. Карденаль, Ф. Сильва, Ф. С. Сапата, А. Калеро-Ороско, Р. Прада Оропеса, А. Монтерросо, М. А. Астуриас, К. Чассаль. Из кубинской поэзии. Из мексиканской поэзии)
- День рождения: Повесть / Пер. с исп. Г. Вержховской. – ИЛ, 1977. – № 5.